# Antonio Pérez de la Cruz González
Antonio Pérez de la Cruz González (Provincia de Málaga, 1943-Madrid, 21 de agosto de 2009) fue un abogado y político español. Procurador en Cortes y Presidente de la Diputación Provincial de Málaga desde el 14 de mayo de 1955 al 14 de abril de 1958.

## Biografía
Se licenció en Derecho por la Universidad de Granada y se doctoró en la Universidad de Bolonia. Ha sido presidente de la Diputación Provincial de Málaga y Procurador en cortes por dicha provincia, cargo que ocupo desde el 14 de mayo de 1955 al 14 de abril de 1958, cuando le pasó el cargo a José Marqués Íñiguez. 
En 1979 fue nombrado decano comisario de la Facultad de Derecho, donde después fue Rector de la Universidad de Málaga (1980 y 1984).
Estuvo casado con Carmen Blanco de López-Cozar y tuvo un hijo, que fue Antonio Pérez de la Cruz Blanco. Por último, falleció el 21 de agosto de 2009 en Madrid a causa de un aneurisma cardiaco.